# Капитал Лайф
ООО «Капитал Лайф Страхование Жизни» (бренд КАПИТАЛ LIFE) — российская компания по страхованию жизни. Номер в реестре страховых компаний — 3984, лицензии — ПС 3984, СЖ 3984 и СЛ 3984 от 25 сентября 2018 года, уставный капитал — 4,1 млрд руб.
Компания обладает самой большой на рынке страхования жизни агентской сетью (более 7,5 тыс. человек) и имеет агентства более чем в 70 городах России. На протяжении 13 лет (с 2008 по 2020) входила в Топ-5 крупнейших страховщиков жизни в РФ (в 2021 году — 6-е место).
В марте 2025 года «Капитал Лайф» получила лицензию управляющей компании на осуществление деятельности по управлению инвестиционными фондами, паевыми инвестиционными фондами и негосударственными пенсионными фондами и вступила в НАУФОР.
Весной 2025 года компания также стала одной из трёх компаний, первыми получившими лицензию Банка России на долевое страхование жизни.

## История компании
Компания зарегистрирована в 2004 году под названием «Росгосстрах-жизнь» в форме общества с ограниченной ответственностью, страховая лицензия получена в 2005 году.
3 сентября 2018 года было официально объявлено о ребрендинге компании и смене её наименования на ООО «Капитал Лайф Страхование Жизни».
Президентом компании с 2017 года является Евгений Гинер, президент футбольного клуба ПФК ЦСКА. Весной 2018 года он заявил о своих правах на владение компанией и планах официально оформить контроль над страховщиком. В марте 2019 года Гинер стал владельцем 9,9 % акций компании «Капитал Лайф Страхование Жизни».

## Цифровизация
Компания является членом Ассоциации ФинТех (АФТ), активно внедряет цифровые методы и онлайн-технологии в страхование и работу с клиентами, принимает деятельное участие в работе стартап-акселераторов, среди которых Московский акселератор Агентства инноваций Москвы. В 2020 году она заняла первое место среди страховщиков жизни в рэнкинге по цифровизации в страховании, который составили фонд «Сколково» и VR_Банк.
На Форуме инновационных финансовых технологий FINOPOLIS 2021/22 (ноябрь 2022) компания презентовала сервис «Электронный доктор», созданный на базе искусственного интеллекта для дистанционной диагностики.
В 2023 году «Капитал Лайф» стала лауреатом премии «Время инноваций» за внедрение искусственного интеллекта в страховании.
В июле 2024 года в СМИ появилась информация о покупке компанией сервиса Checkme, на основе которого «Капитал Лайф» планирует запустить цифровую поликлинику для обслуживания клиентов по ДМС.

## Показатели деятельности

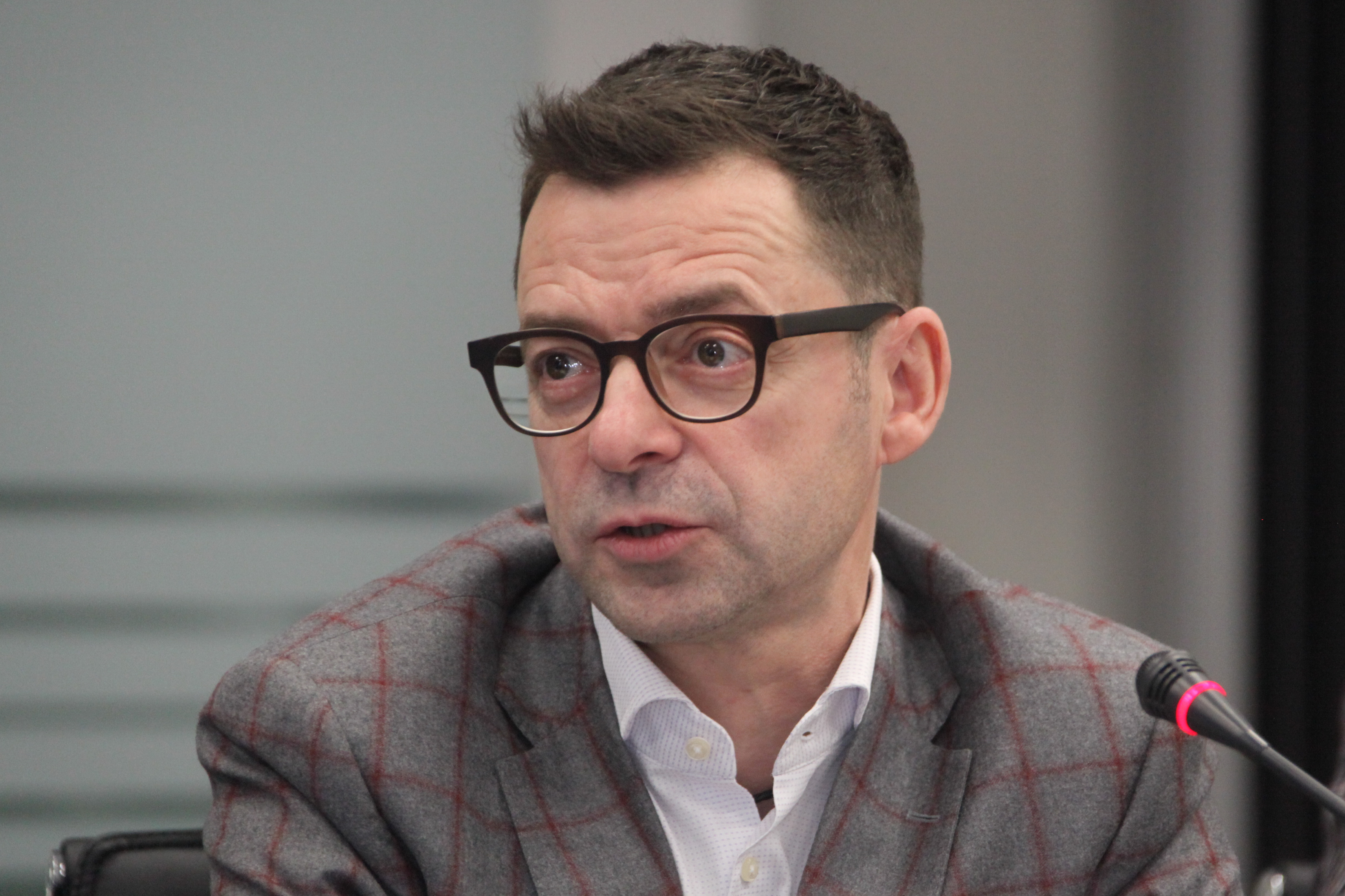
Евгений Гуревич на пресс-конференции

Сборы страховых премий в 2023 году составили ▼21,3 млрд.руб, страховые выплаты ▼21 млрд руб, число застрахованных физических лиц по данным самой компании — более 2 млн чел. Компания располагает самой разветвленной агентской сетью среди всех страховщиков жизни и пятой по размеру среди всех страховых компаний РФ. В 2021 году в компании работало более 7,5 тыс страховых агентов, что более чем втрое превосходило показатель второй по этому показателю компании по страхованию жизни.
По итогам 2021 года компания заняла 6-е место по сборам страховых премий среди всех компаний по страхованию жизни РФ и первое место на рынке страхования жизни по количеству действующих договоров добровольного медицинского страхования (31% сегмента).Кроме того, по итогам 2021 года компания занимает следующие места по отдельным показателям на российском страховом рынке:
- № 1 по сборам в агентском канале среди страховщиков жизни[32];
- № 1 по сборам по страхованию от несчастных случаев и болезней (среди страховщиков жизни)[33];
- № 2 по количеству действующих договоров накопительного страхования жизни[34];
- № 2 по выплатам по накопительному страхованию жизни[35];
- № 5 по пенсионному страхованию[36].

Осенью 2018 года компания сформировала самый крупный среди страховщиков жизни уставный капитал в 4,1 млрд руб, войдя по этому показателю в первую десятку страховых организаций РФ.

## Руководство
Генеральным директором компании является Евгений Романович Гуревич.

## Рейтинги и рэнкинги
В 2024 году НКР повысило кредитный рейтинг ООО «Капитал Лайф Страхование Жизни» с «AA-.ru» до «AA.ru» со стабильным прогнозом, в апреле 2025 года оценка была подтверждена. Впервые рейтинговая оценка рейтингового агентства «Национальные кредитные рейтинги» (НКР) «A.ru» (прогноз «стабильный») была получена в 2020 году. В мае 2021 года рейтинг был подтверждён, а прогноз по рейтингу изменен на «позитивный». В сентябре 2021 года рейтинг был повышен до «A+.ru», прогноз «стабильный», в сентябре 2022 года этот рейтинг был подтверждён, а прогноз изменён на «позитивный». В апреле 2023 рейтинг был повышен до «AA-.RU», прогноз «стабильный». 
В 2018 году компания «Капитал Лайф» стала первым страховщиком жизни, получившим рейтинг от рейтингового агентства АКРА, ей была присвоена оценка «BBB(RU)» (прогноз «стабильный»). В 2019 году АКРА повысило рейтинг компании до «ВBB+(RU)» (прогноз «стабильный»). Осенью 2020 года рейтинг АКРА у компании был отозван.
В 2017 году аналитическое агентство «БизнесДром» присвоило компании наивысший рейтинг качества услуг «Знак качества» на уровне «A1» (оценка актуализирована на том же уровне в 2018-2024 годах). В 2020 году то же агентство присвоило компании рейтинг привлекательности работодателя на уровне «A.hr» . В 2021-24 годах компания подтвердила рейтинг на том же уровне.

## Признание
- Компания несколько раз становилась лауреатом премии  «Финансовая элита» — в 2016 году (номинация «Безупречная репутация»)[51], в 2017 («Надёжность» и «Социальная ответственность»)[52], в 2018 («Надёжность»)[53], в 2020 («Гран-при: компания года по накопительному страхованию жизни (НСЖ)»)[54], в 2021/22 году (номинация «За системный вклад в развитие института агентских продаж в страховании жизни в России»)[55]. Кроме того, в 2021/22 годах премию «Финансовая элита» в номинации «За личный вклад в развитие страхования» получил генеральный директор компании Евгений Гуревич[55];
- В 2017 году компании была вручена премия Investor Awards в номинации «Лучший инвестиционный продукт страхования жизни 2016 года»[56];
- В 2018 году «Капитал Лайф» была вручена премия «Финансовый Олимп» в номинации «Лидер по выплатам на рынке страхования жизни» [57];
- В 2020 году компания получила премию «Развитие регионов. Лучшее для России - 2020» за лучшую агентскую сеть на российском рынке страхования жизни[58];
- В 2021 году компания была награждена премией «Лучшие социальные проекты России» за бесперебойное обслуживание клиентов и дистанционные выплаты в период пандемии[59].
- В 2022 году - той же премией за формирование системы обучения и создание новых рабочих мест во всех регионах России[60].